# Almási Klára
Almási Klára (Budapest, 1931. december 11. – Budapest, 1977. október 15.) orvos, neurológus, az orvostudományok kandidátusa (1975).

## Életpályája
Almási (Weisz) Gusztáv (1886–1952) ügyvéd és Gellért (Grünbaum) Gabriella (1897–1983) leányaként született. Tanulmányait a Budapesti Orvostudományi Egyetemen végezte, ahol 1958-ban általános orvosi oklevelet szerzett. 1958 és 1962 között az Országos Ideg- és Elmegyógyászati Intézet Pszichiátriai Osztályának gyakornokaként dolgozott. 1962-ben pszichiátriából, 1965-ben neurológiából szakvizsgát tett. 1963–64-ben az Ideg- és Idegsebészeti Osztályának segédorvosa, 1964–1966-ban alorvosa, majd 1966 és 1975 között ismét a Pszichiátriai Osztály alorvosa, 1968 és 1975 között klinikai adjunktusa, 1975–77-ben főorvosa volt. A Tudományos Minősítő Bizottság A serum-lipidek, a serum-fehérjék és a liquor-lipidek változásainak vizsgálata delirium tremensben című disszertációja alapján az orvostudományok kandidátusává nyilvánította (1975).
Férje Legeza Sándor orvos volt, akitől egy lánya született.
A Farkasréti temetőben nyugszik.

## Főbb művei
- Az öregkori elmebetegségek felfogásának alakulása intézetünk egy évszázados életében (Budapest, 1968)
- A delirium tremens kezeléséről. Blaha Erzsébettel, Orthmayer Alajossal. (Tanulmányok az alkoholizmus pszichiátriai következményeiről. Budapest, 1969)
- Organikus neurológiai megbetegedésekhez csatlakozó neurosisok Quietidin kezelése. Szűcs Rozáliával. (Gyógyszereink, 1970)
- A serum-lipidek, a serum-fehérjék és a liquor-lipidek változásának vizsgálata delirium tremensben. Kandidátusi értekezés. (Budapest, 1975)
- A liquor-lipidek vizsgálata delirium tremensben (Alkohológia, 1975)